# هدسون جيسوس
هدسون جيسوس هو لاعب كرة قدم برازيلي في مركز الهجوم، ولد في 11 يناير 1991 في البرازيل. لعب مع Sarawak FA State Football Team ‏.

## وصلات خارجية
- هدسون جيسوس على موقع قاعدة بيانات كرة القدم.إي يو (الإنجليزية)
- هدسون جيسوس على موقع Soccerway.com (الإنجليزية)